# Chlorita krotka
Chlorita krotka är en insektsart som beskrevs av Irena Dworakowska 1981. Chlorita krotka ingår i släktet Chlorita och familjen dvärgstritar. Inga underarter finns listade i Catalogue of Life.